# Herczog László
Herczog László (Budapest, 1949. október 24. –) magyar közgazdász, államigazgatási szakember. 2009 és 2010 között a Bajnai-kormány szociális és munkaügyi minisztere.

## Életpályája
A budapesti I. István Gimnázium matematika tagozatára járt, majd 1969-ben vették fel a Marx Károly Közgazdaságtudományi Egyetem népgazdasági tervező–elemző szakára, ahol 1974-ben szerzett közgazdász diplomát. Szakdolgozatát az exportorientált gazdaságfejlődésről írta. Diplomájának megszerzése után a Pénzügyi Szemle című folyóirat szerkesztője lett, majd 1977-ben a Pénzügyminisztériumba került, ahol először főelőadói tisztséget töltött be, majd főmunkatársként és csoportvezetőként is dolgozott. 1983-ban egyetemi doktori címet szerzett. 1988-ban az Állami Bér- és Munkaügyi Hivatal (ÁBMH) osztályvezetőjévé nevezték ki, majd 1989-ben a Hivatal megszűnéséig főosztályvezető volt. Az ÁBMH-ban töltött időszakával egyidőben az Országos Érdekegyeztető Tanács titkára is volt.
A rendszerváltás után az Antall-kormány, a Boross-kormány és a Horn-kormány időszakában a Munkaügyi Minisztérium helyettes államtitkáraként dolgozott. 1996-ban a Munkaügyi Közvetítői és Döntőbírói Szolgálat tagja lett, valamint a Munkaügyi Kapcsolatok Társaságának elnökségi tagja is volt.
Az Orbán-kormány megalakulásától 2000-ig a Gazdasági Minisztériumban dolgozott ugyanilyen beosztásban. 2001 és 2002 között az Európai Unió bérfelzárkóztatási programmal kapcsolatos feladatokért felelt miniszteri megbízottként. 2002 és 2006 között a Foglalkoztatáspolitikai és Munkaügyi Minisztérium érdekegyeztetéssel és bérpolitikával foglalkozó helyettes államtitkára volt.
A 2006-os közigazgatási reform után a Szociális és Munkaügyi Minisztérium társadalmi kapcsolatokért felelős szakállamtitkárává nevezték ki. 2009-ben a Bajnai Gordon miniszterelnök által vezetett kormány egyik szakértői tagjaként szociális és munkaügyi miniszterré nevezték ki. Tisztségét a ciklus végéig töltötte be.

## Családja
Nős, házasságukból egy leánygyermekük született.

## Művei
- Herczog László–Pölöskei Pálné: Útmutató és példatár az 1983. január 1-től érvényes jövedelem-, bér- és keresetszabályozási rendszer alkalmazásához; PM Szervezési és Ügyvitelgépesítési Vállalat, Bp., 1984 (Ügyvitelszervezési megoldások)
- Herczog László–Tóth Gábor: Európai bérek, magyar bérek; MEH Kormányzati Stratégiai Elemző Központ–Külügyminisztérium, Bp., 2003 (Európai füzetek)
- Az érdekegyeztetés szintjei; MSZOSZ–Étosz Egyesülés, Bp., 2008 (Modulfüzetek)
- Az érdekegyeztetés szintjei; MSZOSZ, Bp., 2010 (Munkaügyi ismeretek)